# Канадский судак
Канадский суда́к (лат. Sander canadensis) — вид лучепёрых рыб из семейства окунёвых (Percidae).

## Описание
Максимальная длина тела 76 см, обычно не более 40 см. Масса тела до 4 кг. Продолжительность жизни до 18 лет.
Веретенообразное тело покрыто ктеноидной чешуёй.
Два спинных плавника. В первом 12—13 жёстких лучей, а во втором — один колючий и 16—21 мягких лучей. 
Брюшные плавники торакальные (расположены под грудными). Хвостовой плавник выемчатый. Боковая линия полная, с 82—100 чешуйками.
Многие части тела тёмные, почти чёрные. Первый спинной плавник с косыми рядами чёрных точек. У основания грудного плавника имеется чёрное пятно. На нижней лопасти хвостового плавника нет светлого пятна.

## Распространение
Один из наиболее широко распространённых видов рыб в Северной Америке. Встречается от озёрно-речной системы река Святого Лаврентия — озеро Шамплейн и водоёмов горной системы Аппалачи на востоке до провинции Альберта на западе.

## Биология
Обитают как в малых, так и в крупных реках, реже встречаются в озёрах и водохранилищах. В течение большей части жизни ведут оседлый образ жизни. Однако в нерестовый период совершают протяжённые миграции на 10—600 км от мест обитания до нерестилищ. После нереста возвращаются в родные участки водоёмов.

### Питание
Хищник. Питаются преимущественно рыбами.

### Размножение
Самцы впервые созревают в возрасте 2—3 лет, а самки — в возрасте 4—6 лет. Нерестовые миграции (преимущественно вверх по течению) начинаются в марте—апреле. После нереста в мае—июне мигрируют в обратном направлении. Откладывают икру в ночные часы на мелководьях с гравийными или каменистыми грунтами на глубине 0,6—3,6 м. Икра донная, клейкая.